# 特拉詹·兰登
特拉詹·沙卡·兰登（英語：Trajan Shaka Langdon，1976年5月13日—），美国NBA联盟职业篮球运动员。他在1999年的NBA选秀中第1轮第11顺位被克里夫兰骑士选中。現職為紐奧良鵜鶘的總經理。